# Топешть (Горж)
Топешть, Топешті (рум. Topești) — село у повіті Горж в Румунії. Адміністративно підпорядковане місту Тісмана.
Село розташоване на відстані 256 км на захід від Бухареста, 24 км на захід від Тиргу-Жіу, 107 км на північний захід від Крайови.

## Населення
За даними перепису населення 2002 року у селі проживали 363 особи, усі — румуни. Усі жителі села рідною мовою назвали румунську.